# Strukturni motiv
Strukturni motiv je kod bioloških polimernih molekula, kao što su proteini ili nukleinske kiseline, supersekundarna struktura koja se javlja u mnoštvu različitih molekula. Biološka funkcija se ne može predvideti na osnovu strukturnog motiva, jer su oni nađeni u proteinima i enzimima sa dijametralno različitim funkcijama.
Relacija između primarne strukture i tercijarne strukture nije jednostavna, te dva biopolimera mogu da imaju zajednički motiv mada nemaju sličnu primarnu strukturu. Drugim rečima, strukturni motiv ne mora da bude asociran sa motivom sekvence. Isto tako, postojanje motiva sekvence ne podrazumeva postojanje distinktne strukture. U većini DNK motiva, na primer, podrazumeva se da DNK struktura ima normalnu strukturu dvostrukog dvostrukog heliksa.

## Literatura
- Chiang YS, Gelfand TI, Kister AE, Gelfand IM (2007). „New classification of supersecondary structures of sandwich-like proteins uncovers strict patterns of strand assemblage.”. Proteins. 68 (4): 915—921. PMID 17557333. doi:10.1002/prot.21473.
- Stormo GD (2000). „DNA binding sites: representation and discovery”. Bioinformatics. 16 (1): 16–23. PMID 10812473. doi:10.1093/bioinformatics/16.1.16.
- Balla S, Thapar V, Verma S, Luong T, Faghri T, Huang CH, Rajasekaran S, del Campo JJ, Shinn JH, Mohler WA, Maciejewski MW, Gryk MR, Piccirillo B, Schiller SR, Schiller MR (2006). „Minimotif Miner: a tool for investigating protein function”. Nature Methods. 3 (3): 175–177. PMID 16489333. doi:10.1038/nmeth856.
- Schiller MR (2007). „Minimotif miner: a computational tool to investigate protein function, disease, and genetic diversity”. Curr Protoc Protein Sci. chapter 2 (unit 2.12): Unit 2.12. PMID 18429315. doi:10.1002/0471140864.ps0212s48.
- Kadaveru K, Vyas J, Schiller MR (2008). „Viral infection and human disease--insights from minimotifs”. Front Biosci. 13: 6455–6471. PMC 2628544 . PMID 18508672.